# Zandteunisbloem
De zandteunisbloem (Oenothera deflexa) is een tweejarige plant uit de teunisbloemfamilie (Onagraceae). De soort komt van nature voor in Noord-Amerika en is van daaruit verspreid naar Europa. De soort staat op de Nederlandse Rode lijst van planten als vrij zeldzaam en stabiel of toegenomen.
De zandteunisbloem lijkt veel op de duinteunisbloem, maar verschilt daarvan doordat:
- bij de duinteunisbloem de top van de bloeiwijze in het begin van de bloei zijwaarts gebogen, vaak horizontaal staand of zelfs naar beneden gekromd is en bij de zandteunisbloem de bloeiwijze ook in het begin van de bloei rechtopstaand is.
- bij de duinteunisbloem de rozetbladeren in het midden het breedst, vlak, de zijnerven van onderen nauwelijks uitspringend en aangedrukt behaard zijn en bij de zandteunisbloem de rozetbladeren boven het midden het breedst zijn, tussen de nerven opgebold en afstaand behaard zijn.
- bij de duinteunisbloem staan de haren op de stengel deels op rode knobbels en bij de zandteunisbloem deels op groene knobbels.
- bij de duinteunisbloem heeft de stengel rode strepen of vlekken en bij de zandteunisbloem geen.

De plant wordt 60 - 150 cm hoog en heeft ook bij het begin van de bloei rechtopgaande stengels zonder rode strepen of vlekken. De haren op de stengels groeien voor een deel op groene knobbels. De afstaande, behaarde rozetbladen zijn tussen de zijnerven opgebold en meestal boven het midden het breedst.
De zandteunisbloem bloeit van juni tot in september met gele, 8 - 12 mm lange bloemen.
De vrucht is een vierkleppige doosvrucht zonder klierharen.
De plant komt voor op zonnige, open plaatsen in bermen, haventerreinen, industrieterreinen en langs spoorwegen.